# Немецкий фонтан
Немецкий фонтан (тур. Alman Çeşmesi) — исторический фонтан в центре Стамбула на площади Султанахмет, одна из достопримечательностей города.

## История
Фонтан был подарен Османской империи Германской империей в память о втором визите в Стамбул кайзера Вильгельма II в 1898 году. Проект фонтана был разработан немецким архитектором М. Шпиттой, постройкой руководил архитектор Шёле. Фонтан был сделан в Германии, затем по частям перевезён в Стамбул и собран на своём современном месте. Изначально планировалось открыть фонтан 1 сентября 1900 года, в день 25-летия воцарения султана Абдул-Хамида II, однако к нужному сроку фонтан смонтировать не успели, и поэтому он был открыт 27 января 1901 года, в день рождения Вильгельма II.

## Архитектура

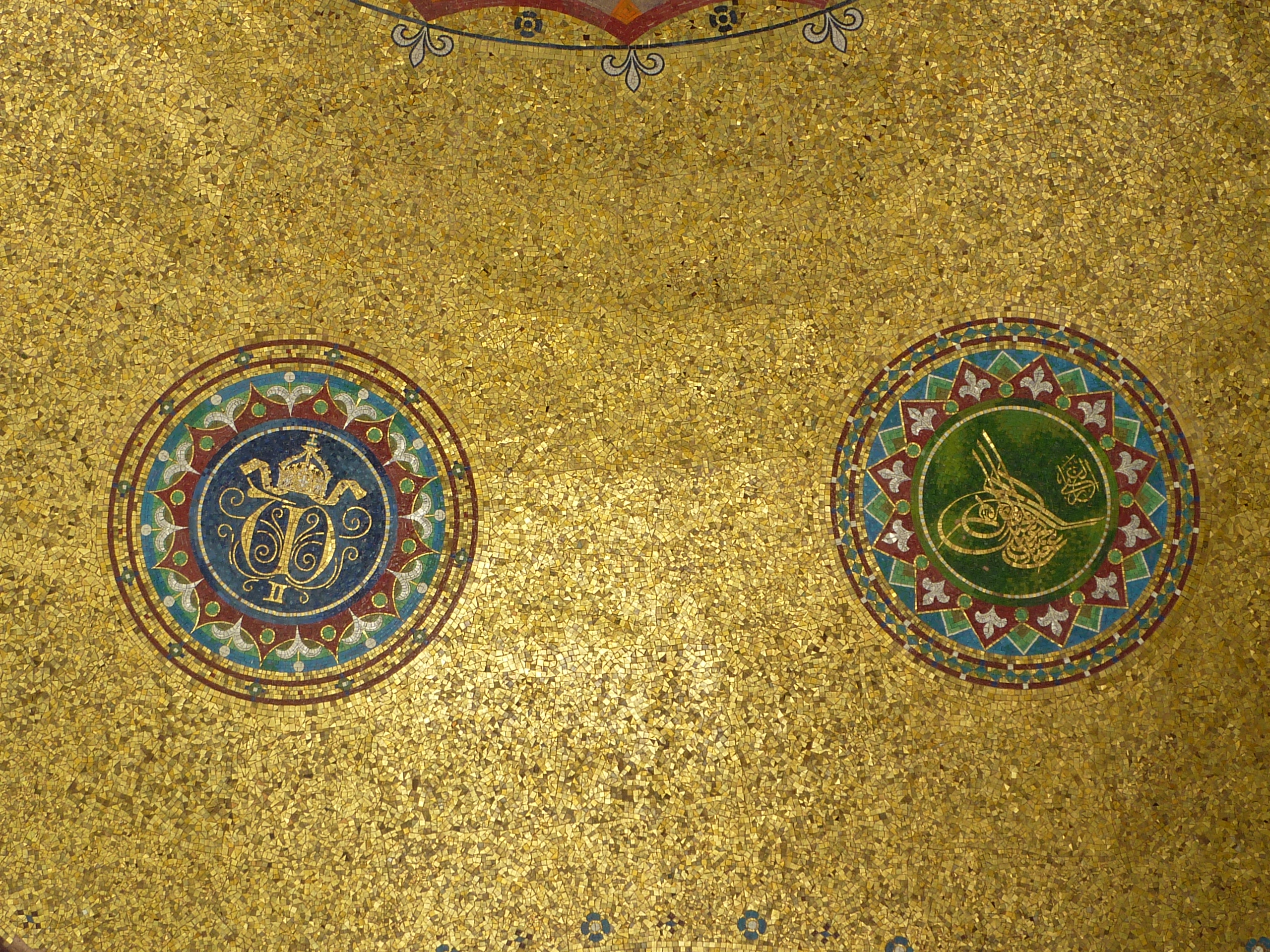
Вензель Вильгельма II и тугра Абдул-Хамида II на потолке фонтана

Фонтан выстроен в неовизантийском стиле, и представляет собой восьмиугольную беседку. В связи с тем, что под «фонтанами» в Турции понимали то, что в Европе скорее назвали бы колонкой для воды, вода истекает из кранов на семи стенках основания беседки (с восьмой стороны — ступеньки, ведущие внутрь беседки). Крыша беседки опирается на восемь порфировых колонн. Внутри беседки на потолке среди золотых мозаик чередуются вензели Вильгельма II и Абдул-Хамида II.